# Filodes fulvibasalis
Filodes fulvibasalis là một loài bướm đêm trong họ Crambidae.